# Saskatchewan Highway 909
Highway 909 je silnice v kanadské provincii Saskatchewanu.  Odbočuje od silnice Highway 155 k osadě Turnor Lake. Silnice je přibližně 40 km (25 mil) dlouhá a má nezpevněnou vozovku po celé své délce.